# Diálogos de Evémero
Diálogos de Evémero (Les Dialogues d'Evhémère) es un diálogo filosófico poco conocido de Voltaire, publicado en 1777, que en el momento de su redacción tenía 83 años y sabía que estaba llegando al final de su vida: la obra es una suerte de testamento filosófico. Como muchas otras obras de Voltaire, está escrita en la tradición del diálogo socrático, donde los interlocutores buscan juntos la verdad.

## Argumento
El diálogo imaginario tiene lugar entre dos figuras históricas, Evémero y Calícrates. Evémero, un estoico, fue contemporáneo de Alejandro Magno, recordado principalmente por su opinión de que los dioses griegos clásicos habían sido originalmente personas, deificadas mucho después de su muerte por sus seguidores. Calícrates fue también un filósofo, del siglo III a. C., del que poco se sabe pero al que Voltaire convierte en epicúreo. Sus ideas, incluido el ateísmo, pretenden representar los puntos de vista de los contemporáneos de Voltaire, Holbach, La Mettrie y Diderot.

Tanto en el diálogo como en la realidad histórica, Evémero había disfrutado de una vida de viajes, en gran parte siguiendo a Alejandro; Calícrates siente curiosidad por saber qué ha aprendido su amigo como resultado de estas experiencias. Las conversaciones que siguen se exponen en doce diálogos:
- Primer diálogo  - Sobre Alejandro el Grande.
- Segundo diálogo  - Sobre la diviniidad.
- Tercer diálogo  - Sobre la filosofía de Epicuro y la teología griega.
- Cuarto diálogo  - Sobre si un Dios activo valdría más la pena que los dioses de Epicuro, que no hacen nada.
- Quinto diálogo  - Pobre gente que cava en el abismo. El instinto, base de toda acción animal.
- Sexto diálogo  - ¿Platón y Aristóteles nos enseñaron acerca de Dios y cómo se hizo el mundo?
- Séptimo diálogo  - Sobre los filósofos que han florecido entre los bárbaros.
- Octavo diálogo  - Grandes descubrimientos de filósofos bárbaros; los griegos no son más que niños en comparación con ellos.
- Noveno diálogo  - Sobre la procreación.
- Décimo diálogo  - Sobre si la tierra fue formada por un cometa.
- Undécimo diálogo  - Sobre si las montañas fueron formadas por el mar.
- Duodécimo diálogo  - Sobre las invenciones de los bárbaros: nuevas artes, nuevas ideas.[5]

Hay dos temas principales en los diálogos. Los primeros seis consideran cuestiones metafísicas tales como si tenemos alma, si Dios existe y, si existe, quién es el responsable de toda la miseria en la tierra. Y los últimos seis diálogos son sobre filosofía natural y el mundo material: lo que sabemos sobre el cosmos, la tierra, la creación de montañas y la generación de nueva vida. Lo que todos los diálogos tienen en común es un llamado a la modestia y la moderación en la argumentación. Es poco lo que indudablemente podemos saber y mucho se nos oculta. Por esta razón, creamos lo que creamos, nunca debemos ignorar evidencias o suposiciones ajenas al universo de nuestras creencias; en lugar de proclamar dogmas debemos dialogar. Al mismo tiempo, Evémero es implacable en sus ataques contra los ateos, atomistas y materialistas, así como contra el dogma religioso, todo lo cual él llama "locura, miseria y crimen".
Los diálogos ofrecen una visión general del pensamiento de Voltaire. Evémero es efectivamente el portavoz de Voltaire; ha visto las locuras, los engaños y la miseria de la humanidad. Gran parte del diálogo se centra en la paradoja de la bondad de Dios y la miseria en la tierra. Evémero cree en el progreso científico, que apunta a un mundo futuro construido sobre la racionalidad. Finalmente, Calícrates decide embarcarse en un viaje por su cuenta a las tierras bárbaras en las que su amigo había aprendido tanto.

## La censura y la primera edición
El manuscrito autografiado de 94 páginas de Voltaire aún sobrevive (las páginas 37 a 40 no están en su mano). Sin embargo, la correspondencia sobreviviente de Voltaire no hace referencia al trabajo, su desarrollo o las ideas que elabora. Del mismo modo, Grimm no lo menciona. Sin embargo, las Mémoires secrets de noviembre de 1777 se referían a la obra, y un comentario de Jean-Louis Wagnière indicaba que los Diálogos se habían publicado poco antes.
A lo largo de su vida, los censores del rey de Francia condenaron o prohibieron las obras de Voltaire en muchas ocasiones. Voltaire tenía varias formas de evitar la censura, incluido hacer arreglos para que su trabajo se imprimiera fuera de Francia y hacer que se imprimiera de forma anónima para poder negar la autoría. De hecho, la presentación de ideas desafiantes o radicales en forma de diálogo fue un método para llamar la atención del público sobre ideas poco convencionales y, al mismo tiempo, era menos probable que se modificara o suprimiera lo escrito.
La portada de la primera edición conocida de los Dialogues d'Evhémère indica que fue publicado en Londres por Voltaire no en 1777 como sugieren las Mémoires secrets sino en 1779 (es decir, el año posterior a la muerte de Voltaire), pero no nombra un editor. De hecho, es evidente por la tipografía distintiva utilizada que no fue impreso en Londres sino en Lausana, por Abraham-Louis Tarin, que trabajaba para la editorial François Grasset. Grasset destaca por haber publicado previamente una serie de trabajos que atacaban a Voltaire, así como por haberse enfrentado en varias ocasiones con él por su intención de publicar los trabajos de Voltaire a partir de versiones manuscritas no autorizadas.